# جيمس جي. بلير
جيمس جي. بلير (بالإنجليزية: James G. Blair) هو محامي وسياسي أمريكي، ولد في 1825، وتوفي في 1 مارس 1904 في مونتيسيلو في الولايات المتحدة. حزبياً، نشط في الحزب الجمهوري. وقد انتخب عضو مجلس النواب الأمريكي.